# Bikár Péter
Bikár Péter (Budapest, 1945. november 5.) sokszoros válogatott jégkorong játékos (csatár) és edző. A Magyar Jégkorong Szövetség 2014-ben beválasztotta a magyar jégkorong sport Hírességek Csarnokába (Hall of Fame). Édesapja, Bikár Deján egykori válogatott jégkorongozó és sportvezető szintén Hall of Fame tag.

## Sportolói karrier
OB I-es - felnőtt - pályafutása 1961-ben kezdődött. Játszott - 1961-től 1970-ig a BVSC, 1971-től 1975-ig a FTC, 1976-tól 1977-ig a Volán SC, 1977 és 1979 között a Székesfehérvári Volán csapatában. Pályafutása végén '81-'84 között az OB II-es Pomáz csapatában vezetett le. Válogatott játékosként - 1964-től - ott volt több világbajnokságon, olimpián, úgy mint:
- 1964. Innsbruck (Téli Olimpiai Játékok),
- 1965. Tampere B csoport,
- 1966. Torino (Téli Universiade),
- 1966. Zágráb, B csoport,
- 1967. Bécs B csoport,
- 1969. Szkopje C csoport,
- 1970. Galac C csoport,
- 1972. Csíkszereda, C csoport,
- 1973. Hollandia, C csoport,
- 1974. Franciaország, C csoport.

Játékos pályafutása után - 1982 és 1985 között - edzőként is tevékenykedett Boróczi Gábor mellett a magyar válogatottnál. A válogatott - irányításuk mellett - ott volt a következő nemzetközi versenyeken:
- 1983. Budapest, C csoportos VB, 2. hely
- 1984. Thayer Tutt kupa, Franciaország (amit az Olimpián nem szereplő csapatok számára rendezték), 5. hely
- 1985. Fribourg, B csoportos VB, 8. hely